# Ruanda en los Juegos Paralímpicos
Ruanda en los Juegos Paralímpicos está representada por el Comité Paralímpico Nacional de Ruanda, miembro del Comité Paralímpico Internacional.
Ha participado en siete ediciones de los Juegos Paralímpicos de Verano, su primera presencia tuvo lugar en Sídney 2000. El deportista Jean de Dieu Nkundabera logró la única medalla paralímpica del país en las ediciones de verano, al obtener en Atenas 2004 la medalla de bronce en atletismo en la prueba de 800 m (clase T46).
En los Juegos Paralímpicos de Invierno Ruanda no ha participado en ninguna edición.

## Medallero

### Por edición
Juegos Paralímpicos de Verano
| Evento              | Oro | Plata | Bronce | Total |
| ------------------- | --- | ----- | ------ | ----- |
| Sídney 2000         | 0   | 0     | 0      | 0     |
| Atenas 2004         | 0   | 0     | 1      | 1     |
| Pekín 2008          | 0   | 0     | 0      | 0     |
| Londres 2012        | 0   | 0     | 0      | 0     |
| Río de Janeiro 2016 | 0   | 0     | 0      | 0     |
| Tokio 2020          | 0   | 0     | 0      | 0     |
| París 2024          | 0   | 0     | 0      | 0     |
| TOTAL               | 0   | 0     | 1      | 1     |

### Por deporte
Deportes de verano
| Evento    | Oro | Plata | Bronce | Total |
| --------- | --- | ----- | ------ | ----- |
| Atletismo | 0   | 0     | 1      | 1     |
| TOTAL     | 0   | 0     | 1      | 1     |